# Marcelino Sosa
Marcelino Lucas Sosa Rodríguez (Maldonado, 18 de octubre de 1808 - Montevideo, 8 de febrero de 1844) fue un militar uruguayo de larga trayectoria y con destacada participación en la Guerra Grande, luchando para el bando del Gobierno de la Defensa.

## Biografía
Nació en Maldonado el 18 de octubre de 1808, hijo primogénito del matrimonio de Manuel Sosa y de Rosa Maria da Conceicao Rodriguez Nuñez. Ya muy joven, tendría unos 17 años, se inició como soldado cuando en 1825 se unió a la Cruzada Libertadora iniciada el 19 de abril de ese año con el desembarco de los Treinta y Tres Orientales en la playa de la Agraciada. Incorporado tempranamente a la lucha independentista de la Guerra del Brasil, es aceptado como soldado en la 4ª Compañía de los Dragones Libertadores. Siendo partícipe de esta guerra; combatió en las célebres batallas del Rincón y de Sarandí, además de tomar parte en el adentramiento de tropas orientales a territorio brasileño figurando entre los vencedores de la batalla de Ituzaingó.
Años más tarde, Sosa actuó bajo las órdenes del general Fructuoso Rivera durante la revolución promovida por éste, iniciada en julio de 1836, contra el gobierno del presidente Manuel Oribe. Revolución que luego se expandiría por la región e internacionalmente dando inicio a la Guerra Grande.
Participa en la victoria de la batalla de Cagancha del 29 de diciembre de 1839 ostentando el rango militar de Teniente Coronel.
Se cuenta que las demostraciones de heroísmo de Sosa fueron reiteradas en este conflicto. Conocido como "el bravo de los bravos", se cuenta como un día, con 14 jinetes, cayó encima de un centenar de enemigos y los mató a casi todos en batalla. También que en una ocasión, durante una batalla donde las líneas enfrentadas estaban cerca, escuchó que uno de sus jefes afirmaba la necesidad de apresar a algún enemigo para interrogarlo y obtener información. Debido a esto decidió lanzarse solo hasta las líneas enemigas, donde tomó a un soldado preso y se lo entregó a su comandante diciéndole: "ahí tiene lo que necesitaba, mi coronel".
Tras la batalla de Arroyo Grande, en Entre Ríos, el 6 de diciembre de 1841, las fuerzas oribistas y rosistas obtuvieron una contundente victoria contra las fuerzas conjuntas de Rivera y los unitarios, provocando el avance de las tropas de Oribe hacia Montevideo, instalándose así en el Cerrito de la Victoria el 16 de febrero de 1843, desde donde se organizará el asedio terrestre a la capital del país mientras que marítimamente la escuadra naval del Almirante Guillermo Brown bloqueaba el puerto de Montevideo. Así nace el nombre de "el Gobierno del Cerrito" al gobierno establecido por Oribe desde sus instalaciones en el Cerrito de la Victoria, mientras que desde la ciudad sitiada de Montevideo se mantendrá el llamado Gobierno de la Defensa. 

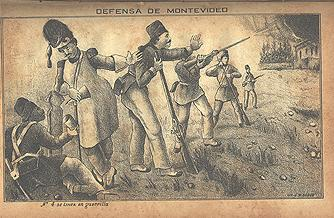
Sitio de Montevideo (1843-1851). Durante la Guerra Grande, Montevideo se encontró sitiado durante más de 8 ocho años. Por eso, el gobierno allí situado comenzó a ser llamado como "el gobierno de la Defensa de Montevideo", o simplemente como "el gobierno de la Defensa".

Este sitio a Montevideo sería recordado como el Sitio Grande, un asedio que duró ocho años y 232 días desde 1843 a 1851. La primera acción bélica de este sitio es comandada por Marcelino Sosa, cuando al día siguiente del comienzo del sitio comandó una fuerza exploradora de 80 hombres por la zona del Cerrito, un paraje de quintas, montes, callejas cortadas, cercados y zanjas del cual Sosa era un excelente conocedor. Su columna militar se encontró a un grupo de soldados enemigos, que le salió al cruce. Tras un breve combate, Marcelino Sosa los dispersa, tomando algunos prisioneros.
Durante el transcurso de la guerra Sosa es ascendido al rango de Coronel.
El Coronel Marcelino Sosa murió el 8 de febrero de 1844 luchando a la altura de las playas de La Aguada en el ala izquierda de la línea de la defensa. Murió herido por una bala de cañón que prácticamente le atravesó el abdomen. Sin embargo, se dice que se repuso para exclamar, moribundo: "Compañeros, salven a la Patria".
Tiempo después, el escritor francés Alejandro Dumas, autor de Los tres mosqueteros, publicó en 1850 la novela llamada Montevideo o la nueva Troya (en francés: Montevideo, ou une nouvelle Troie), una novela histórica sobre la Guerra Grande que establece paralelismos con la clásica Guerra de Troya de la Antigua Grecia, siendo la ciudad de Troya asediada según la leyenda por diez años, una cantidad de tiempo similar a la duración del Sitio Grande. En dicho libro Dumas denominó a Marcelino Sosa como "El Héctor de la Nueva Troya", en referencia a Héctor, al príncipe troyano y héroe mítico encargado de la defensa de la ciudad frente a las hostilidades hasta su muerte a manos de Aquiles. Esto debido a los paralelismos entre el osado militar uruguayo y el personaje literario mitológico.

## Legado
Debido a su muerte, el gobierno de la Defensa firmó el siguiente decreto:

«Ministerio de Guerra y Marina. Motevideo, 10 de febrero de 1844.

El Gobierno no debe recompensa alguna a aquellos que combaten por la Patria, porque estos, obrando así, no hacen más que cumplir con su deber; pero para la gloria nacional, él debe hacer resaltar las hazañas realizadas en defensa de la República, para perpetuar la memoria de sus autores, rodeándolos del testimonio y del reconocimiento general, que es la más hermosa corona del héroe.
Por esto motivo, y recordando que el coronel Marcelino Sosa, muerto el 8 de este mes, ha consagrado su vida al servicio de la Patria, sirviéndola con una abnegación heroica; recordando que ha sido el primero entre los valientes durante la guerra, y ciudadanos virtuoso durante la paz; que él ha merecido bien de la Patria en todas las ocasiones.
El Gobierno resuelve y decreta:
Artículo 1: El regimiento primero de caballería de la guardia nacional se nombrará en adelante "Regimiento Sosa" y elevará esta inscripción en su estandarte: "Marcelino Sosa, bravo entre los bravos. La Patria lo perdió el 8 de febrero de 1844".
Artículo 2: No será provisto jamás el cargo de este coronel de este regimiento en el cual Marcelino Sosa figurará como coronel efectivo, debiendo su familia recibir los sueldos a los cuales tiene derecho, por intermedio del Estado mayor del mismo cuerpo y, si este no recibiera los sueldos de acuerdo con la ley del 12 de marzo de 1829, ellos serán percibidos por los inválidos del Ejército y afectados a los gastos de su establecimiento.
Artículo 3: -
Artículo 4: En cuanto al Ejército que sitia a la capital sea vencido, el cuerpo de Sosa será transportado al sitio donde la bala de cañón le hirió, y allí le será elevado, a costa del tesoro, un monumento simple donde se inscribirá su nombre, el día de su muerte y sus últimos palabras: "Camaradas, salven a la Patria".

Suárez - Pacheco y Obes».

En su honor, durante la guerra se nombró con su nombre a un regimiento militar y una batería que defendía la ciudad. Convirtiéndose en un símbolo del valor del soldado oriental.
En la actualidad una de las calles que pasa por el barrio de La Aguada, Montevideo (lugar donde murió) lleva su nombre. 34°52′44″S 56°10′55″O / -34.8787676, -56.1818158